# Кальтаджироне, Карло
Карло Кальтаджироне (Катания, 21 октября 1948 г.) — итальянский невролог и нейробиолог.
Является научным руководителем Фонда Санта-Лючия IRCCS в Риме.

## Биография
Родился в Катании 21 октября 1948 года. В 1966 году поступил на медико-хирургический факультет Католического университета Сакро-Куоре в Риме, который окончил в 1972 году.
В 1973 году получил квалификацию практикующего врача, а в 1975 году стал доцентом неврологической клиники Католического университета Рима и прошел специализацию по неврологии (1976) и психиатрии (1978) в том же университете.

## Научная деятельность
В 1983 году Совет факультета Римского университета Тор Вергата назначил его доцентом и основал лабораторию нейропсихологии и поведенческой неврологии в неврологической клинике университета. С 1991 по 1994 год он преподавал в неврологической клинике интегрированный курс неврологической реабилитации.
В 1994 году стал профессором неврологии и руководителем преподавания клинической неврологии в Римском университете «Тор Вергата». С ноября 2015 года по октябрь 2018 года руководил Школой специализации по неврологии в том же университете.

## Исследовательская деятельность
Его основная научная деятельность ведется в области клинической и поведенческой нейронауки, а также трансляционных исследований основных заболеваний центральной нервной системы, с особым акцентом на нейродегенеративные, нейрососудистые и нейровоспалительные заболевания.
Уже в 1992 году он внес вклад в развитие исследовательских лабораторий в Fondazione Santa Lucia IRCCS, который в том же году был признан Министерством здравоохранения в качестве научного института госпитализации и лечения, занимающегося вопросами неврологии.
С 1993 года он руководит лабораторией клинической и поведенческой неврологии в том же институте, где разрабатываются современные клинические/нейрореабилитационные методы лечения пациентов с очаговыми и/или диффузными поражениями мозга с нейромоторными и нейрокогнитивными нарушениями.

## Другие виды деятельности
Является членом нескольких национальных и международных научных обществ, в том числе SIN, SINP, SINDEM, SINEG, SIRAS и SIRN.
С 2013 года является членом Национального комитета по биоэтике (CNB), а с 2016 года — Национального комитета по биобезопасности биотехнологий и наук о жизни (CNBBSV) при Президиуме Совета министров, в котором также входит в состав Исполнительного совета.
С 2017 года он является членом Управляющего совета и вице-президентом Сети неврологии и реабилитации IRCCS (RIN), а с 2018 года — членом Научно-технической комиссии Итальянского агентства по лекарственным средствам (AIFA).
В Европейской академии неврологии он является членом комиссии по нейрореабилитации.

## Публикации
Имея более 900 публикаций в международных журналах, H-Idex более 98, редактируя справочники и тома, посвященные неврологии, он входит в десятку лучших итальянских ученых в области неврологии и психологии.
Его публикации включают:
```
* “The Mental Deterioration Battery: Normative Data, Diagnostic Reliability and Qualitative Analyses of Cognitive Impairment”- 1996 S. Karger AG, Basel
[
3
]

* “Hand motor cortical area reorganization in stroke” – 1998 NeuroReport
[
4
]

* “Left frontal transcranial magnetic stimulation reduces contralesional extinction in patients with unilateral right brain damage” – 1999, Brain. A Journal of Neurology
[
5
]

* “Forward e backward span per dati verbali e visuo-spaziali: standardizzazione e dati normativi da una popolazione adulta italiana” – 2012 Springer
[
6
]
```

## Почетные звания
Командоры ордена «За заслуги перед Итальянской Республикой».
— 2 июня 2022 г. [5]